# José Zúñiga
José Zúñiga (nacido el 1 de abril de 1965) es un actor hondureño-estadounidense.

## Filmografía

### Películas
| Año  | Título                                         | Papel                         | Notas                       |
| ---- | ---------------------------------------------- | ----------------------------- | --------------------------- |
| 1993 | ¡Viven!                                        | Mecánico Carlos 'Fraga' Roque |                             |
| 1994 | Fresh Kill                                     | Miguel Flores                 |                             |
| 1994 | Fresh                                          | Teniente Perez                |                             |
| 1994 | Crooklyn                                       | Tommy 'La-La'                 |                             |
| 1994 | The Cowboy Way                                 | Carlos                        |                             |
| 1994 | Nadja                                          | Bartender                     |                             |
| 1995 | Smoke                                          | Jerry, OTB Man                |                             |
| 1995 | Blue in the Face                               | Jerry                         | Acreditado como Jose Zuniga |
| 1995 | Stonewall                                      | Randy                         | Acreditado como José Zuniga |
| 1995 | Flirt                                          | Cab Driver                    | Acreditado como Jose Zuniga |
| 1995 | Asalto al tren del dinero                      | Victor                        | Acreditado como Jose Zuniga |
| 1996 | For Which He Stands                            | Jose                          |                             |
| 1996 | Striptease                                     | Chris Rojo                    |                             |
| 1996 | Rescate                                        | David Torres                  | Acreditado como Jose Zuniga |
| 1996 | Day of the Warrior                             | Policía mexicano              | Acreditado como Jose Zuniga |
| 1997 | Hurricane Streets                              | Kramer                        |                             |
| 1997 | Con Air                                        | Agente Willie Sims            | Acreditado como Jose Zuniga |
| 1998 | Next Stop Wonderland                           | Andre De Silva                |                             |
| 2000 | Happy Accidents                                | Jose                          |                             |
| 2000 | Blanco perfecto                                | Fidel Vaillar                 |                             |
| 2000 | The Opportunists                               | Jesus Del Toro                | Acreditado como Jose Zuniga |
| 2000 | The Crew                                       | Escobar                       |                             |
| 2000 | For Love or Country: The Arturo Sandoval Story | Paquito D'Rivera              | Television Film             |
| 2001 | Blancanieves                                   | Hector, El Cazador            |                             |
| 2003 | The Hunted                                     | Agent del FBI Bobby Moret     | Acreditado como Jose Zuniga |
| 2005 | Constantine                                    | Detective Weiss               | Acreditado como Jose Zuniga |
| 2006 | The Alibi                                      | Officer Sykes                 | Acreditado como Jose Zuniga |
| 2006 | Misión imposible 3                             | IMF Agent Pete                | Acreditado como Jose Zuniga |
| 2006 | Undoing                                        | Randall                       |                             |
| 2007 | Tortilla Heaven                                | Isidor                        |                             |
| 2007 | Next                                           | Security Chief Roybal         |                             |
| 2008 | The Tree                                       | Spano                         | Short Film                  |
| 2008 | Crepúsculo                                     | Sr. Molina                    | Acreditado como Jose Zuniga |
| 2010 | Smell the Coffee                               | Ricky                         | Cortometraje                |
| 2011 | The Chaperone                                  | Carlos                        |                             |
| 2012 | Eye of the Hurricane                           | Roberto Cruz                  |                             |
| 2012 | The Forger                                     | Sr. Weathers                  |                             |
| 2013 | The Call                                       | Marco                         |                             |
| 2013 | The Alter Life                                 | Boss                          | Acreditado como Jose Zuniga |
| 2014 | Mary Loss of Soul                              | Victor Solis                  |                             |
| 2015 | Diablo                                         | Guillermo                     |                             |
| 2015 | Victor                                         | Manuel Torres                 |                             |
| 2016 | Todos Bailaban                                 | Mr. Martinez                  | Cortometraje                |
| 2016 | The Duel                                       | General Calderon              | Acreditado como Jose Zuniga |
| 2017 | The Most Hated Woman in America                | Detective Campos              | Acreditado como Jose Zuniga |
| 2017 | La Torre Oscura                                | Dr. Hotchkiss                 | Acreditado como José Zúñiga |
| 2017 | Un lugar en el Caribe                          | Gael Castillo                 | Película hondureña          |
| 2018 | Electro Magnetic                               | Tomas                         | Cortometraje                |
| 2018 | Baja                                           | Luis Bolanos                  |                             |
| 2019 | Against the Clock                              | Ah Puch                       |                             |
| 2020 | Half Brothers                                  | Evaristo                      |                             |
| 2023 | Sonido de libertad                             | Roberto                       |                             |

### Televisión
- Law & Order (1992–2006) como Detective Borough Investigator / Christoff / Detective Mark Rivera / Rudy Amendariz
- NYPD Blue (1994) como Bobby Ruiz
- New York Undercover (1994–1996) como Jimmy Torres
- The Cosby Mysteries (1995) como Espinosa Spinoza
- Nothing Sacred (1997–1998) como 'J.A.' Ortiz
- Sins of the City (1998) como Freddie Corillo
- For Love or Country: The Arturo Sandoval Story (2000, TV Movie) como Paquito D'Rivera
- Blancanieves (2001, TV Movie) como Hector
- That's Life (2001–2002) como Ray Orozco
- Law & Order: Special Victims Unit (2001–2004) como CSU Tech / Computer Forensics Technician / Miguel Cruz
- CSI: Miami (2003-2008) como Juan Ortega / Carl Galaz
- Century City (2004) como Attorney Randall Purgaman
- ER (2004) como Eduardo Lopez
- CSI: Crime Scene Investigation (2004–2010) como Chris Cavaliere
- The Shield (2005) como Gino
- Bones (2005) como Mickey Santana
- Dexter (2006) como Jorge Castillo
- Prison Break (2006) como Coyote
- The O. C. (2006–2007) como Jason Spitz
- Salvando a Grace (2007) como Ronnie
- Numb3rs (2007) como Bernardo Infante
- NCIS (2007) como Dr. Adrian De La Casa
- Ghost Whisperer (2008–2010) como Oficial Luis Simon / Oficial Reed Simonds
- Grey's Anatomy (2009) como Anthony Meloy
- Castle (2010) como Alfredo Quintana
- Law & Order: Criminal Intent (2010) como Senador Victor Caldera
- Childrens Hospital (2010) como Gang Boss
- The Event (2011) como Carlos Geller
- Suits (2011) como Harry the Cab Driver
- Person of Interest (2012) como Vargas
- Desperate Housewives (2012) como Detective Heredia
- Scandal (2012) como General Benicio Florez
- House M. D. (2012) como Nate Weinmann
- Taxi Brooklyn (2014) como Detective Eddie Esposito
- The Last Ship (2014) como El Toro
- How to Get Away with Murder (2015) como Jorge Castillo
- The Night Shift (2015) como Frank
- Mentes criminales (2015) como Al Eisenmund
- From Dusk till Dawn: The Series (2016) como Emilio
- Agents of S.H.I.E.L.D. (2016) como Eli Morrow
- Notorious (2016) como Raul Mora
- Madam Secretary (2016-2019) como Vice Presidente Carlos Morejon
- The Assassination of Gianni Versace: American Crime Story (2018) como Detective George Navarro
- Hawaii Five-0 (2019) como Flores
- The Expanse (2020-2021) como Bull - Tycho Chief of Ops
- Narcos: México (2021) como Jesus Gutierrez Rebollo
- Chicago P.D. (2022) como Javier Escano
- Westworld (2022) como Vice President
- Quantum Leap como Comandante Jim Reynolds - S1/E2 - "Atlantis"
- Griselda (2024) como Almicar